# Восстание Спартака
Восста́ние Спарта́ка́ (лат. Bellum Spartacium или лат. Tertium Bellum Servile, «Третья рабская война») — величайшее в древности и третье по счёту (после первого и второго Сицилийских восстаний) восстание рабов. Последнее восстание рабов в Римской республике датируется обычно периодом с 73 по 71 годы до н. э. Восстание Спартака было единственным восстанием рабов, представлявшим прямую угрозу центральной Италии. Окончательно подавлено, в основном, благодаря военным усилиям полководца Марка Лициния Красса. В последующие годы оно продолжало оказывать косвенное воздействие на политику Рима.
Между 73 и 71 годами до н. э. группа беглых рабов — первоначально небольшая, примерно из 78 беглых гладиаторов — переросла в сообщество из более чем 120 тыс. мужчин, женщин и детей, относительно безнаказанно перемещавшихся по Италии под руководством нескольких лидеров, в том числе знаменитого гладиатора Спартака. Боеспособные взрослые мужчины из этой группы составляли удивительно эффективный вооружённый отряд, который неоднократно показывал, что может противостоять римской военной мощи, как в виде местных патрулей и милиции, так и в виде подготовленных римских легионов под консульским командованием. Плутарх описывал действия рабов как попытку сбежать от своих хозяев и уйти через Галлию, в то время как Аппиан и Флор изображали восстание как гражданскую войну, в которой рабы вели кампанию по захвату самого Рима.
Растущая тревога римского сената по поводу продолжения военных успехов армии Спартака, а также грабежи в римских городах и сельской местности в конечном итоге привели к тому, что республика пустила в ход армию из восьми легионов под жёстким, но эффективным руководством Марка Лициния Красса. Война закончилась в 71 году до н. э., когда армия Спартака, отступая после долгих и кровопролитных боёв перед легионами Красса, Помпея и Лукулла, была полностью уничтожена, оказав при этом ожесточённое сопротивление.
Третье восстание рабов имело важное значение для последующей истории Древнего Рима, в основном, в его влиянии на карьеру Помпея и Красса. Два военачальника использовали успехи в подавлении восстания в своей дальнейшей политической карьере, употребляя общественное признание и угрозу своих легионов с целью повлиять на консульские выборы 70 года до н. э. в свою пользу. Их действия в значительной мере способствовали подрыву римских политических институтов и, в конечном итоге, превращению Республики в империю.

## Историография
Восстание Спартака сначала было воспринято с презрением и считалось обыкновенным проявлением недовольства рабов и гладиаторов. Античные авторы воспринимали восстание прежде всего как нарушение общественного порядка. Все источники о восстании исходят от одной стороны — свободных граждан Рима. Нет ни одного документа, написанного рабом или бывшим рабом, поэтому их точка зрения неизвестна.
Важнейшие источники по восстанию Спартака — Саллюстий, Плутарх и Аппиан. Гай Саллюстий Крисп написал в 40-х годах I в. до н. э. историю Рима с 78 года до н. э. (мятеж Лепида) до 67 года до н. э. (образование первого триумвирата). В этом труде описывалось восстание Спартака, но он сохранился только во фрагментах. Если бы он дошёл до нас полностью, он стал бы одним из самых ценных источников по этой теме.
Известный древнегреческий биограф Плутарх в жизнеописании Красса написал о восстании Спартака. Это жизнеописание входит в его сборник «Сравнительные жизнеописания», в котором он описывает и сравнивает биографии знаменитых греческих и римских деятелей. Этот сборник является очень полезным источником для римской и греческой истории, так как там собрано много деталей и различных традиций. Однако Плутарх не очень критически относился к описываемому. Его главными целями были изучение природы человека и личностной психологии и морализирующее воздействие на читателя. Плутарха поразило благородство характера Спартака, в то же время он гораздо ниже оценивал Красса, считая, что римский полководец силой характера заметно уступал Спартаку. В жизнеописании Красса Плутарх посвятил Спартаку значительно больше внимания, возможно, для того, чтобы показать, каким незначительным был Красс.
Аппиан был греком из Александрии, который написал во II веке н. э. труд «Римская история» в 24 томах. Тома XIII—XVII называются «Гражданские войны». В этих томах описываются события в Риме с 133 по 35 год до н. э. Это единственный исторический памятник, где даётся последовательное описание событий II—I вв. до н. э. Эти книги сохранились полностью и проливают свет на некоторые драматические детали восстания.
Античные и византийские историки относились к восстанию в целом негативно. Рабство в то время считалось нормой, а восстание рабов — нарушением общественного порядка. Положение начало изменяться лишь во второй половине XVIII века. В 1769 году Вольтер одним из первых сослался на это восстание в контексте обоснования права людей на вооружённое сопротивление угнетателям. Он назвал восстание Спартака «справедливой войной, действительно единственной справедливой войной в истории». Во время Великой французской революции Спартак приобрёл образ неукротимого героического борца за свободу. Тогда же появляются первые научные исследования о Спартаке.
Карл Маркс поставил Спартака на центральное место в римской истории. В письме Ф. Энгельсу он сказал, что Спартак — «истинный представитель античного пролетариата» и «самый великолепный парень во всей античной истории». У марксистов Спартак стал сознательным революционным лидером с определённой социальной программой.
В СССР восстание Спартака рассматривалось как первая в истории революция; был создан образ Спартака-революционера, боровшегося против эксплуатации угнетённого класса. Идея именования восстания Спартака первой революцией трудящихся появляется в трудах советского историка А. В. Мишулина, автора двух работ о Спартаке: «Спартаковское восстание» (1936) и «Спартак» (1947). Он писал: «…рабы становились пролетариями, и создавались предпосылки для более высокой стадии классовой борьбы, ставящей своей задачей уничтожение всякой частной собственности, ликвидацию капиталистического строя. Революция рабов была необходимым звеном в борьбе за окончательную ликвидацию эксплуатации человека человеком». Ранние советские историки писали о так называемой «революции рабов». По мнению историка С. И. Ковалёва, революция рабов происходила в два этапа (первый — с 136 по 36 год до н. э., второй — с конца II века по V век) и стала одной из причин падения Западной Римской империи. Однако позже он отошёл от своей концепции, а в 1960-е гг. была выработана более объективная оценка восстания Спартака.

## Рабство в Римской республике
В большей или меньшей степени на протяжении всей римской истории существование рабского труда было важнейшей составляющей экономики. При слабом развитии технологий мускульная сила подневольных работников была единственной возможностью обеспечить выполнение сложных и трудоёмких работ, в особенности тех, что были сопряжены с опасностью для здоровья и жизни (например, шахтёрское дело). Без рабского труда были невозможны обслуживание крупных сельскохозяйственных угодий (т. н. латифундий), крупномасштабное строительство и т. д. Подневольные работники приобретались множеством способов, например, при покупке их у средиземноморских пиратов, специально устраивавших рейды на побережья с целью захвата живого товара, продажи и самопродажи лично свободных граждан за долги — но самым крупным источником, питавшим невольничьи рынки, было обращение в рабство населения на завоёванных территориях. О величине работорговли можно судить по свидетельству Страбона, заметившего, что на крупнейшем в то время рабском рынке на Делосе ежедневно переходило из рук в руки несколько десятков тысяч человек. В то время как использование невольников в качестве подручных в ремесленных мастерских не получило широкого распространения, множество рабов трудилось в шахтах и сельскохозяйственных угодьях в Сицилии и Южной Италии. Использование рабов в качестве личной или домашней обслуги было распространено только среди зажиточных граждан Рима. Значительной была роль рабов в сельском хозяйстве. Однако труд рабов применялся в основном в крупных и средних хозяйствах, а свободные общинники обрабатывали свои наделы самостоятельно. По современным расчётам, основанное на рабском труде сельское хозяйство становилось экономически выгодным при применении кооперации и разделения труда, что было возможно на больших участках земли, хотя в целом индивидуальная производительность одного раба-пахаря была примерно на 40 % ниже производительности свободного общинника.
Обращение с рабами во времена Римской республики было в основном суровым и беспощадным. Согласно римскому закону, раб считался не человеком, а частью собственности. Владелец мог жестоко наказать, искалечить или даже убить лично ему принадлежавшего раба, не неся в том ответственности перед законом. Хотя среди рабов существовала достаточно сложная иерархия, всё же большая их часть трудилась в шахтах и на полях, занимаясь исключительно тяжёлым физическим трудом.
Успешная экспансия Рима сопровождалась увеличением численности рабов на Апеннинском полуострове. К концу I в. до н. э. количество рабов в Италии выросло с 2—3 миллионов до 6—7,5 миллионов, что приблизительно равно 1/3 населения. При покорении Эпира в 167 году до н. э. римляне обратили в рабство 150 тысяч эпиротов, а после падения Карфагена они обратили в рабство 55 тысяч карфагенян.
Хотя бои насмерть среди невольников проводились ещё этрусками в ритуальных целях, в Римской республике обычай устраивать бои между пленниками или рабами зародился в Кампании. В 308 году до н. э., после победы римлян над самнитами, союзники римлян кампанцы заставили пленных самнитов сражаться между собой. Первый гладиаторский бой в Риме произошёл в 264 году до н. э. Тогда Марк и Децим Бруты на похоронах их отца устроили три поединка гладиаторов. В следующие годы гладиаторские бои завоёвывали всё большую популярность. В I веке до н. э. гладиаторские бои были одной из наиболее популярных форм развлечений. С целью подготовки гладиаторов по всей Италии были созданы специальные школы. В этих школах военнопленных и преступников, которые считались рабами, обучали навыкам, необходимым для того, чтобы сражаться насмерть на гладиаторских играх. Гладиаторы были рабской «элитой», они, как правило, продавались за весьма немалые суммы, обогащая своих владельцев, так что во времена римской республики подготовка и перепродажа гладиаторов составляли весьма прибыльное дело. Хозяева гладиаторских школ, ланисты, уже ради собственной выгоды должны были следить, чтобы «товар» прекрасно питался и был в великолепной физической форме, а заодно был обучен воинскому искусству самым лучшим образом.
Так как обострение противоречий между рабами и рабовладельцами приводило к восстаниям, восстание Спартака не было первым крупным восстанием рабов в Римской республике. Тит Ливий кратко упомянул заговор рабов ещё во время второй Пунической войны. Более подробно он описал заговор рабов в римской колонии Сетии в Лации (198 год до н. э.). Заговор был раскрыт в результате измены, до 500 его участников были казнены. Первое значительное восстание произошло в Этрурии в 196 году до н. э. Для его подавления римляне были вынуждены отправить легион регулярных войск. Также в 185 году до н. э. произошло восстание рабов-пастухов в Апулии, которое подавлял претор Постумий. Во второй половине II века до н. э. Сицилию охватили два восстания, которые оказались серьёзной угрозой власти Рима на этом острове. Оба восстания были подавлены римской армией, хотя поначалу восставшие одерживали крупные победы. Как видно, все эти движения носили локальный характер.

## Начало восстания

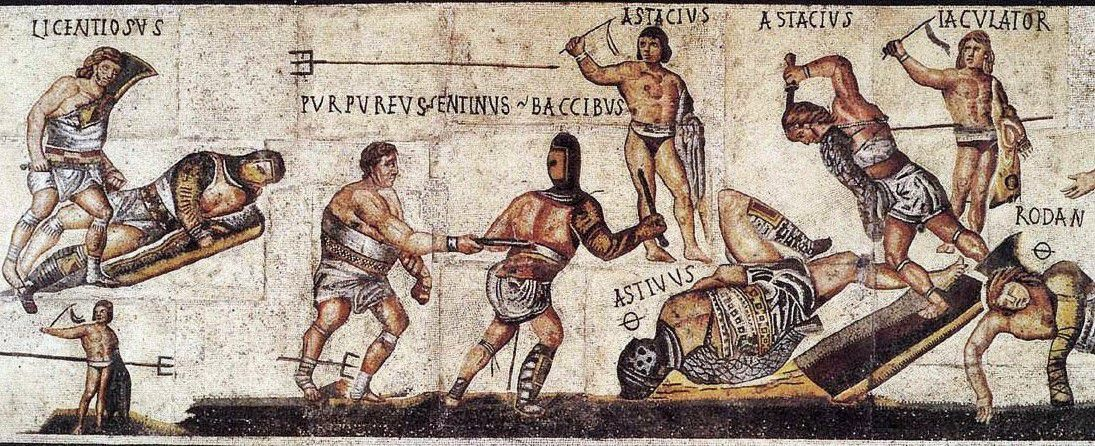
Мозаика с изображением гладиаторов в галерее Боргезе

В 73 году до н. э. группа примерно из 70 гладиаторов из школы в Капуе, принадлежавших Лентулу Батиату, задумала побег. Согласно христианскому богослову и философу Синезию, Спартак и Крикс были назначены «очистительными жертвами за римский народ в амфитеатре». Таким образом, непосредственным мотивом для заговора стало известие о дате проведения очередных игр. Ежегодный обряд очищения проводился в конце февраля. Исходя из этого, начало восстания предположительно можно отнести к концу зимы. Их замысел был раскрыт, но всё же 78 мужчин ворвались на кухню, вооружились там ножами и железными вертелами и перебили вставшую у них на пути стражу.
На одной из улиц им повстречалось несколько повозок, вёзших в другой город оружие для гладиаторов. Рабы захватили это оружие и двинулись дальше, преодолев сопротивление охраны городских ворот. К вечеру беглецы достигли Везувия и, выбрав на вершине вулкана удобное для обороны место, расположились там. Из Капуи послали несколько отрядов против гладиаторов, но атаку удалось отбить, и было захвачено большое количество снаряжения. Укрывшись на Везувии, рабы выбрали лидеров, которыми стали 2 галльских раба и фракиец: Крикс, Эномай и Спартак. Скорее всего, так был создан своего рода военный совет из трёх человек, руководивший повстанцами, где Спартак был верховным руководителем, а остальные двое были его помощниками. Поначалу повстанцы совершали набеги на окрестности Везувия, где располагались загородные усадьбы. Судя по всему, Спартак с самого начала установил деление захваченной добычи поровну.
Спартак был либо солдатом фракийского вспомогательного легиона, позже отданным в рабство, либо военнопленным. Видимо, он с самого начала стал предводителем восставших, поскольку Саллюстий называет его «первым гладиатором». Несмотря на то, что, согласно некоторым источникам, по происхождению Спартак был фракийцем, в действительности его этническая принадлежность до конца не ясна, так как термин «фракиец» обозначал и один из типов гладиаторов.

## Силы сторон

### Армия рабов
У воинов Спартака было различное этническое и культурное происхождение. Из-за этого дух его войска был непостоянным, а сама армия ненадёжной, однако она смогла противостоять римским легионам.
Вероятно, в такой многонациональной армии было затруднено взаимопонимание между воинами. Но возможно, что сами рабы, а также их хозяева, должны были установить какие-то формы взаимодействия для эффективной работы. В армии Спартака в качестве lingua franca, вероятно, выступала упрощённая форма латинского языка.
Изначально в войске Спартака большинство составляли галлы, германцы и фракийцы. Уже во время восстания к нему присоединялись сельскохозяйственные рабы и рабы-пастухи. Пастухи были относительно свободными, чтобы следовать за стадами, и вооружёнными, чтобы защищать стада от хищников. В 130-х годах до н. э. римские землевладельцы сознательно разрешили рабам-пастухам практиковать бандитизм как форму наживы и самостоятельного улучшения своего положения. Эти группы пастухов, свободно бродившие по Италии, присоединились к армии Спартака. У Спартака не было профессиональной конницы, но он создавал конные отряды.
Вначале оружием рабов были серпы, вилы, грабли, цепы, топоры и другие сельскохозяйственные орудия, а также дубинки и заострённые колья. Некоторые рабы умели плести корзины и могли делать плетёные щиты. Позже в ходе боёв рабы добыли настоящее оружие.
Роль женщин в армии рабов до конца не ясна. Аппиан, назвав количество мятежников в 70 тысяч человек, вероятно, включил в это число некомбатантов, в том числе и женщин. Ещё до восстания многие рабы-мужчины, скорее всего, имели жён, которые последовали за мужьями во время восстания. Плутарх упоминает о жене Спартака, тоже фракийке, которая была предсказательницей и поклонницей культа Диониса, но про неё есть упоминание только у Плутарха. Также Плутарх и Саллюстий упоминают женщин-рабынь, которые встретились римлянам перед битвой с войском Каста и Ганника. Вероятно, эти женщины были жёнами мятежников.

### Римская армия
Римский полководец Гай Марий провёл реформы, которые заложили основу для профессиональной постоянной армии эпохи принципата. Изначально те граждане Рима, которые не могли предъявить цензорам минимальный ценз, то есть были бедными и не могли самостоятельно обеспечить себя оружием, не могли вступить в армию. Марий предоставил им возможность вступить добровольцем в римскую армию, к чему античные авторы отнеслись неодобрительно. По их мнению, хотя случаи, когда Сенат давал беднякам право вступить в армию, уже были во времена тяжёлых для Рима войн, Марий привёл жадную солдатню без рода и племени. Однако Марий просто перевёл уже начавшийся процесс на следующую стадию: имущественный ценз для службы был значительно уменьшен. Для того чтобы поступить на службу, стали требоваться только римское гражданство и готовность пойти на службу.

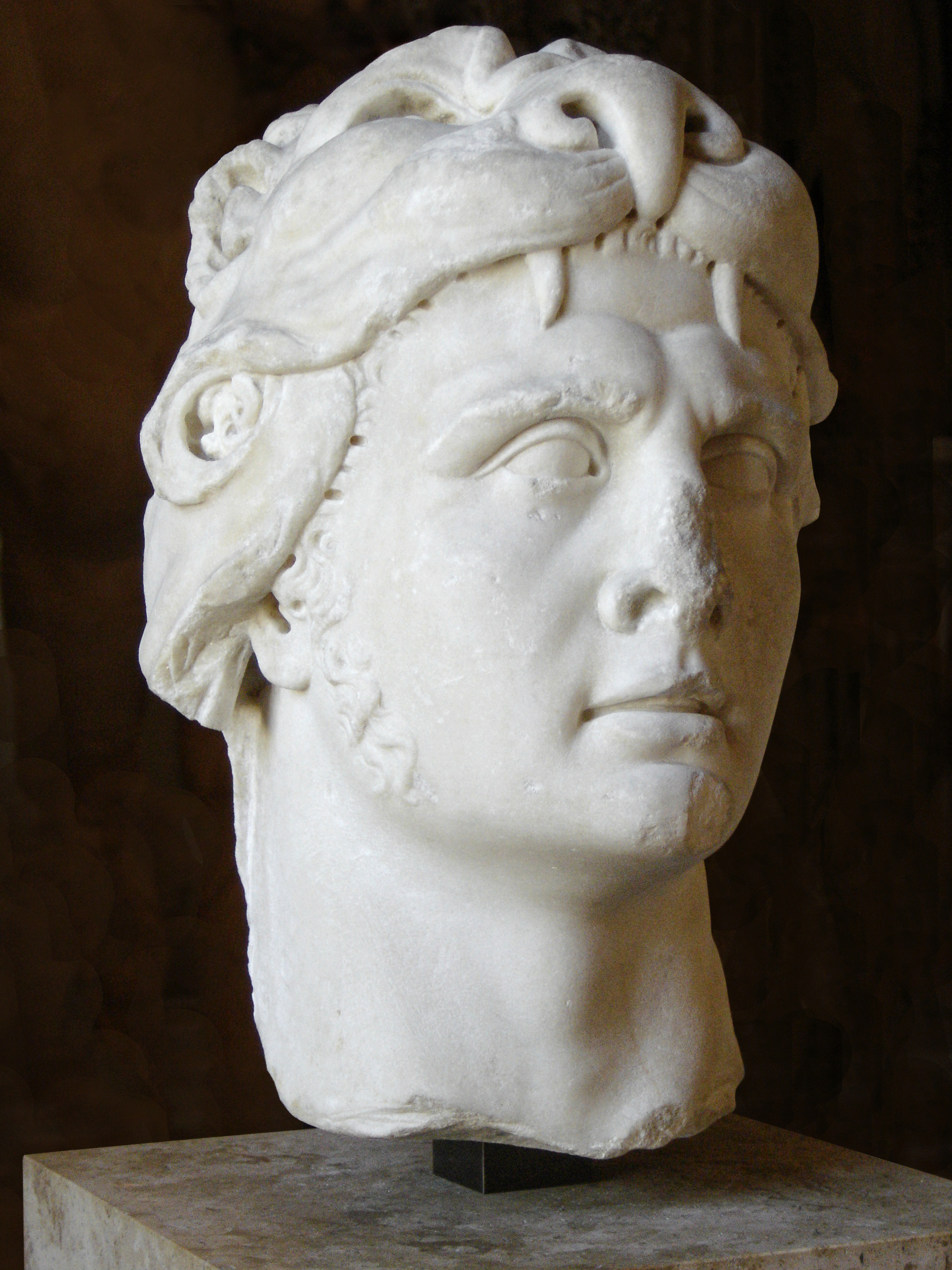
Один из противников Рима — царь Понта Митридат VI Евпатор

С понижением имущественного ценза государство снабжало легионеров за свой счёт. Соответственно, различия в снаряжении теряли смысл, каждый легионер теперь был снабжён бронзовым шлемом, доспехом, щитом, двумя дротиками (лёгким и тяжёлым), мечом и кинжалом. Легионер был чрезвычайно перегружен разным провиантом, не считая тяжёлых доспехов. В результате одной из реформ Мария размер вещевого обоза несколько уменьшился.
В 104 году до н. э. Марий приказал принять серебряного орла как штандарт всех римских легионов. Его нёс в сражении старший знаменосец, в случае его гибели — центурион. Потеря штандарта навлекала позор на оставшихся в живых воинов и могла быть причиной расформирования легиона.
Внешнеполитическое положение Рима к началу восстания Спартака было сложным, что мешало римлянам собрать все силы для борьбы со Спартаком. Большинство римских армий находилось за пределами Италии. Сторонники Мария под предводительством Квинта Сертория обосновались в Испании и вели войну против Рима, против серторианцев была послана армия под командованием Гнея Помпея. В 74 году до н. э. началась война Рима с понтийским царём Митридатом VI Евпатором, чья 150-тысячная армия овладела Вифинией. Её правитель Никомед Филопатр завещал своё царство Римской республике, а его сосед выступил на стороне незаконнорождённого сына царя. Рим направил на Восток войска под командованием консула Луция Лициния Лукулла, но первые военные действия ознаменовались рядом неудач римлян.

## Планы сторон

### Цели и фракции восставших
Даже классические историки, которые писали всего через несколько лет после самих событий, расходятся в объяснениях целей восставших. Аппиан и Флор писали, что Спартак намеревался идти на Рим, хотя это может быть не более чем отражением опасений самих римлян. Если же Спартак действительно намеревался идти на Рим, позже от этой цели он отказался. Плутарх пишет, что Спартак просто хотел бежать на север, в Цизальпийскую Галлию, и распустить своих людей по домам.
Мнение о том, что Спартак пытался изменить коррумпированное римское общество и положить конец римскому рабству, выраженное в различных современных интерпретациях в массовой культуре (например, фильм Стэнли Кубрика), также не имеет прямых доказательств.
Среди исследователей нет также уверенности, что рабы являлись однородной группой под руководством Спартака. Упоминаются и другие вожди восстания, Крикс, Эномай, Каст и Ганник, и точно неизвестно, были ли они помощниками, подчинёнными или даже равноправными предводителями.
Многие современные историки утверждают, что имел место фракционный раскол беглых рабов на тех, кто вместе со Спартаком хотел перейти через Альпы, чтобы обрести свободу, и тех, кто поддерживал Крикса, который захотел остаться в южной Италии и продолжить поход на Рим. На существование двух групп также указывает то, что консул Луций Геллий Публикола в итоге разбил Крикса и группу из примерно 30 тыс. его последователей, которые описываются как отделившиеся от основной группы во главе со Спартаком. Плутарх также описывает стремление некоторых рабов разбойничать в Италии, а не бежать через Альпы. Хотя этот фракционный раскол не противоречит классическим источникам, в пользу него нет каких-либо прямых доказательств.

### Римляне
В зависимости от противника римляне выделяли два типа войны. Один тип, bellum iustum, был конфликтом между двумя государствами или между двумя вооружёнными группами, действовавшими по признанным правилам войны. Другой тип, bellum servile, был конфликтом государства против незаконных и занимавших низшее по социальному статусу положение противников.
В начале восстания Сенат смотрел на действия Спартака как на обычные разбойничьи нападения, с которыми можно легко справиться. Когда Сенат поручил Крассу действовать против Спартака, bellum servile превратилась в bellum iustum.

## Поражение преторской армии

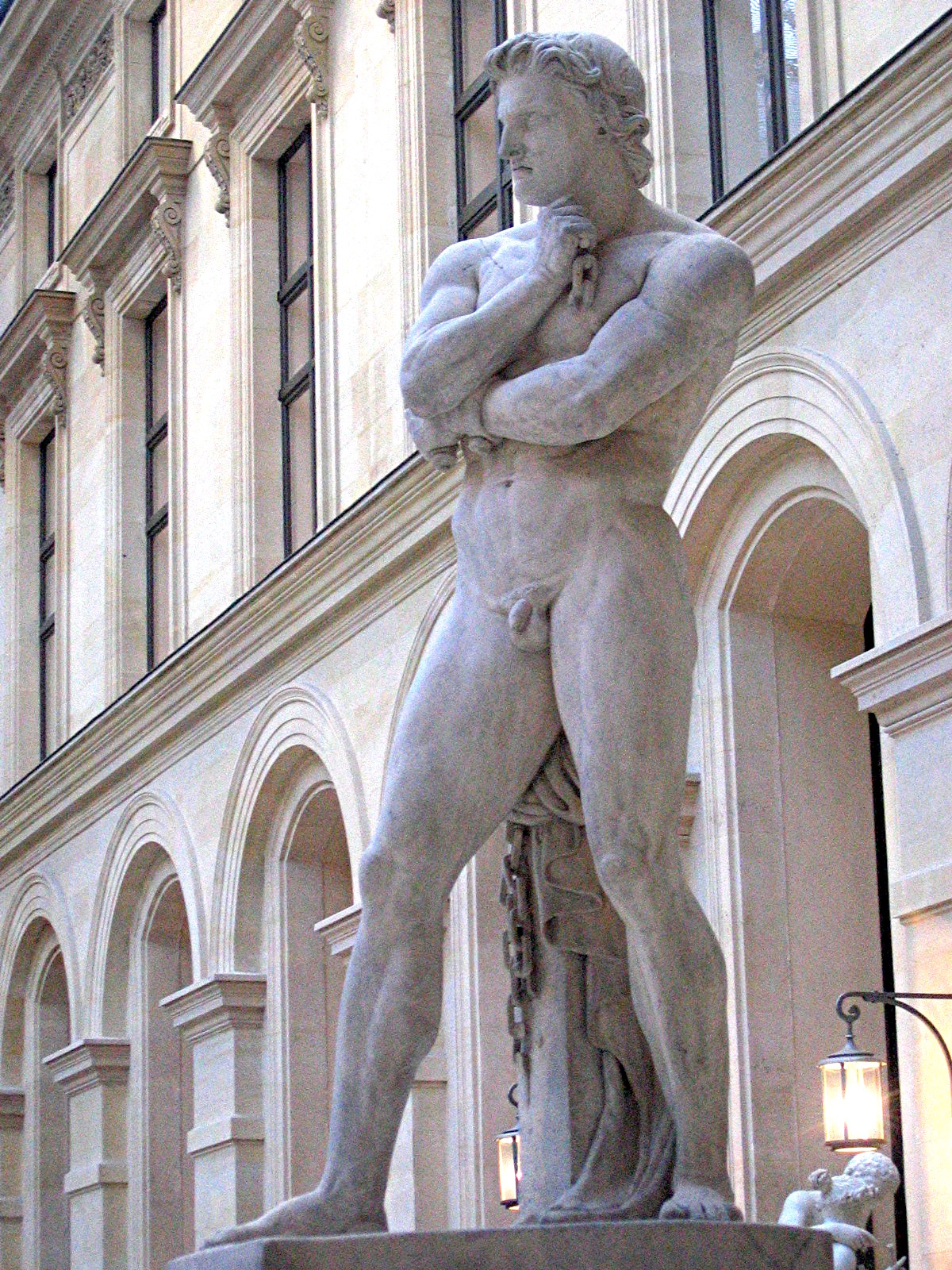
Скульптура Спартака работы Дени Фойятье. Лувр, 1830

В связи с тем, что бунт и налёты произошли в Кампании, которая была местом отдыха богатых и влиятельных граждан Рима, восстание быстро привлекло внимание властей. Однако сначала они рассматривали восстание как крупную волну преступлений, а не как вооружённый мятеж.
Тем не менее, позднее в том же году Рим отправил для подавления восстания военные силы под предводительством претора. Относительно имени римского претора у античных авторов существуют разногласия: Тит Ливий именует его Клавдий Пульхр, Плутарх — Клавдий, Флор — Клавдий Глабр, Фронтин и Орозий — Клодий. Впрочем, Клодий — это форма имени Клавдий, популярная у плебеев. Таким образом, с определённостью можно говорить лишь о номене — Клавдий. Он собрал силы из 3 тыс. человек, но не как легион, а как ополчение, состоявшее «не из граждан, а из всяких случайных людей, набранных наспех и мимоходом». Глабр осадил рабов на Везувии, перекрыв единственный известный спуск с горы. Таким образом, Глабр собирался подождать, пока голод не заставит мятежников сдаться.
Хотя рабам не хватало военных навыков, войска Спартака проявили изобретательность в использовании имеющихся подручных материалов, а также в использовании необычной тактики в столкновении с дисциплинированной римской армией. Оказавшись в осаде, люди Спартака изготовили канаты и лестницы из лозы и деревьев, растущих на склонах Везувия, и использовали их для спуска по скалам с противоположной стороны горы. Флор выдвигает версию, что восставшие спустились при помощи верёвок, сплетённых из виноградных лоз, в полое жерло Везувия и вышли наружу через сквозную пещеру. Затем гладиаторы обошли подножие Везувия и уничтожили солдат Глабра. Согласно Орозию, Эномай погиб именно в этом бою. В битве при Везувии был наглядно показан один из основных принципов военного искусства Спартака: атаковать противника там, где тебя не ждут и когда тебя не ждут.
Именно битва при Везувии стала той гранью, которая обозначила переход действий отряда беглых гладиаторов в полномасштабную войну. После победы повстанцы оставили позиции на склоне Везувия и, по-видимому, разместились на месте бывшего римского лагеря. Туда стали приходить городские и сельские рабы из ближайших окрестностей, пастухи и некоторые сельские свободные рабочие. Вероятно, среди них были италики, прежде всего самниты, воевавшие против Суллы в 83—82 годах до н. э. и подвергнувшиеся изгнанию и конфискации имущества.
Далее против Спартака была направлена вторая экспедиция под руководством претора Публия Вариния. По некоторым причинам Вариний разделил войско на две части под командованием своих подчинённых Фурия и Коссиния. Плутарх упоминает, что под началом Фурия было около 3 тыс. человек, но нет упоминаний о вооружении солдат и о том, состояла ли экспедиция из милиции или легионеров. Сначала восставшие напали на отряд Фурия и нанесли ему поражение. Затем Спартак врасплох напал на Луция Коссиния, который в это время купался близ местечка Салины, и едва не взял его в плен, а преследуя его, захватил лагерь в кровопролитном бою, в котором Коссиний был убит.
В армии Вариния началось массовое дезертирство, в результате чего в ней осталось всего 4 тысячи человек. Тогда Вариний приказал разместить свою армию в лагере, а лагерь укрепил валом, рвом и насыпями. Затем он вместе с квестором Гаем Торанием блокировал лагерь Спартака. Блокада оказалась достаточно жёсткой, но, тем не менее, Спартаку удавалось поддерживать дисциплину в своём войске. А вскоре он применил военную хитрость: оставил в лагере трубача, подававшего обычные сигналы, и привязанные к столбам перед воротами трупы, на расстоянии казавшиеся часовыми. Тем временем восставшие покинули лагерь и надолго оторвались от преследования, утром Вариний обнаружил, что в лагере Спартака никого нет. Затем он повёл свою армию к Кумам, где попытался набрать добровольцев. После этого он напал на новый лагерь Спартака и был разбит наголову, при этом Вариний потерял в бою коня, ликторов и чуть было не попал в плен.
Восставшие захватили лагерь Гая Торания. В результате почти вся Южная Италия оказалась в руках повстанцев. Они захватили даже города Нолу, Нуцерию, Фурии, Консенцию и Метапонт. Этот факт говорит о наличии среди рабов специалистов по осадной технике, хотя и нет прямых свидетельств. Данные города были разграблены и опустошены восставшими. Спартак разбил лагерь на плодородных землях близ Метапонта. Там он и провёл зиму, обучая новых рекрутов.
Эти успехи привлекали в войско Спартака всё больше и больше рабов, равно как и сельских жителей, увеличив его численность до 70 тыс. человек. Многие восставшие, опьянённые успехами, требовали идти навстречу римлянам, но Спартак убедил их двинуться в Луканию, чтобы пополнить войска рабами-пастухами. При вести о его приближении рабы восставали против римлян, происходили массовые насилия рабов над своими бывшими господами. Такие инциденты могли подорвать авторитет Спартака среди италийского населения. Он пытался пресекать насилие своих воинов и даже велел с почестями похоронить римскую матрону, которая покончила жизнь самоубийством, не перенеся бесчестья. На её похоронах Спартак устроил гладиаторские бои с участием 400 пленных, которые были самыми крупными гладиаторскими боями того времени, поскольку никто до этого не выставлял сразу 200 гладиаторских пар.

## Поражение консульских армий (72 год до н. э.)
Весной 72 года до н. э. беглецы покинули свой зимний лагерь и начали двигаться на север, в сторону Цизальпийской Галлии.
Сенат, озабоченный масштабом восстания и поражения преторской армии Глабра и Вариния, отправил для усмирения рабов две консульских армии под командованием Луция Геллия Публиколы и Гнея Корнелия Лентула. Каждый из консулов вёл за собой два легиона. Минимальная численность римской армии с учётом вспомогательных войск, таким образом, составляла 30 тысяч человек. План консулов, очевидно, заключался в согласовании действий против Спартака с целью окружить его в районе Гарганского полуострова.
Лентул двинулся по Тибуртинской дороге на побережье Адриатики, а Геллий — по Аппиевой дороге в Апулию. Основные силы под командованием Спартака, чтобы избежать разгрома, двинулись ускоренным маршем на северо-запад. При этом от них отделился отряд Крикса, который занял позиции на склонах горы Гарган. Они находились к востоку от дороги, где должно было пройти войско Геллия, и создавали угрозу для правого фланга или тыла римлян. Скорее всего, действия Крикса были спланированы заранее для достижения тактического преимущества. В случае победы над Лентулом армия Геллия могла быть окружена армиями Спартака и Крикса.
Спартак неожиданно для римлян подошёл к Атерну и напал на два легиона Лентула, которые ещё не завершили свой поход через Апеннины. Затем Спартак укрепился в лагере, а легаты Лентула попытались окружить лагерь восставших, но были разгромлены и потеряли обоз. Далее римляне во главе с консулом Лентулом заняли одну из возвышенностей. Консул развернул когорты в двойную боевую линию, скорее всего, спиной друг к другу. Римляне оборонялись от атак мятежников и несли большие потери. В итоге этого сражения окончательного поражения консульской армии не последовало, но она перестала быть способной к активным действиям.
Армии Геллия и Крикса встретились у горы Гарган. Согласно Аппиану, у Крикса было 30 тысяч воинов, согласно Ливию — 20 тысяч. В ожесточённом сражении римляне разгромили силы Крикса. Сам Крикс, согласно Ливию, был убит претором Квинтом Аррием. В этой битве было уничтожено две трети повстанцев.
Здесь в классических источниках в описаниях событий появляются расхождения, которые не могут быть согласованы до появления Марка Лициния Красса. Две наиболее полные версии — Аппиана и Плутарха — описывают события по-разному. Однако прямых противоречий нет, просто один источник игнорирует некоторые события, фигурирующие в другом, и повествует о событиях, которых в другом источнике нет.

### Версия Аппиана

События по версии Аппиана.
Силы Крикса
Силы Спартака
Легион Геллия
Легион Лентула
Объединённые легионы1: Победа Геллия над Криксом
2: Победа Спартака над Лентулом
3: Победа Спартака над Геллием
4: Победа Спартака над объединёнными легионами

По словам Аппиана, борьба между легионами Геллия и солдатами Крикса была началом долгой и сложной серии военных манёвров армии Спартака, направленных непосредственно на захват Рима.
После победы над Криксом Геллий переместился на север, следуя за основной группой рабов под руководством Спартака, которая направлялась в Цизальпийскую Галлию. Армия Лентула должна была преградить путь Спартаку, и консулы рассчитывали таким образом поймать восставших рабов в ловушку. Армия Спартака встретила легион Лентула, разбила его, развернулась и сокрушила армию Геллия, заставив римские легионы в беспорядке отступить. Аппиан утверждает, что Спартак казнил около 300 захваченных римских солдат, чтобы отомстить за смерть Крикса, заставляя их убивать друг друга как гладиаторы. После этой победы Спартак и его последователи (около 120 тыс. человек) двинулись на север, так быстро, как могли, для чего Спартак «приказал сжечь весь лишний обоз, убить всех пленных и перерезать вьючный скот, чтобы идти налегке».
Побеждённые консульские армии вернулись обратно в Рим, чтобы перегруппироваться, в то время как последователи Спартака переместились на север. Консулы настигли их где-то около региона Пицен и вновь потерпели поражение.
Аппиан утверждает, что на тот момент Спартак изменил своё намерение идти на Рим, ибо «он считал себя ещё не равносильным римлянам, так как войско его далеко не всё было в достаточной боевой готовности: ни один италийский город не примкнул к мятежникам», и решил уйти из южной Италии. Мятежники захватили город Фурии с окрестностями и, вооружившись, стали совершать набеги на окружающие территории, грабить купцов, забирать у них бронзу и железо (из которых производили оружие), участвуя в столкновениях с римскими войсками, в которых также побеждали.

### Версия Плутарха

События в изложении Плутарха.
Силы Крикса
Силы Спартака
Легион Геллия
Легион Лентула1: Победа Геллия над Криксом
2: Победа Спартака над Лентулом
3: Победа Спартака над Кассием

Описание событий Плутарха существенно отличается от описаний Аппиана.
По словам Плутарха, после битвы между легионом Геллия и людьми Крикса Спартак разбил легион Лентула, захватил их запасы и снаряжение и направился прямо в Северную Италию. После этого поражения оба консула были освобождены от командования и отозваны в Рим. Плутарх не упоминает ни истребления Спартаком легиона Геллия, ни столкновения Спартака с объединёнными консульскими легионами под Пиценом.
Затем Плутарх переходит к деталям конфликта, не упоминаемым в истории Аппиана. По словам Плутарха, армия Спартака продвинулась на север, к области вокруг Мутины (современный Модены). Там римская армия из около 10 тыс. солдат во главе с наместником в Цизальпийской Галлии, Гаем Кассием Лонгином, пыталась преградить путь отрядам Спартака, но была разбита.
Далее Плутарх не упоминает никаких событий до первоначального столкновения между Лицинием Крассом и Спартаком весной 71 г. до н. э., опуская марш на Рим и отступление к Фурию, описываемые Аппианом. Однако, как описывает Плутарх, Красс заставил Спартака отступить на юг от Пицена, из чего можно сделать вывод, что рабы подошли к Пицену с юга в начале 71 г. до н. э., подразумевая, что они выступили из Мутины в южную или центральную Италию зимой 72—71 г. до н. э.
Почему мятежники сделали это, когда не было никаких оснований отказываться от перехода через Альпы — цели Спартака в соответствии с Плутархом, не объясняется. Многие исследователи предполагают, что рабов могла испугать тяжесть перехода через Альпы или они потребовали идти на Рим. Есть предположение, что Спартак мог идти на соединение с Квинтом Серторием, воевавшим против римлян в Испании, но после его смерти такая необходимость отпала.
Возможно, Спартак узнал, что после поражения Сертория армия Помпея вполне могла прийти в Северную Италию. В связи с этим рабы занялись пополнением своих рядов, вероятно, за счёт рабов и живших в долине реки По галлов. Аппиан оценивает силы восставших в 120 тысяч человек. Скорее всего, эта цифра является преувеличением, хотя в неё могли быть включены и некомбатанты. Евтропий писал о 60 тысячах в армии повстанцев. Возможно, среди них возобладало мнение, что следует двинуться на юг Италии, переправиться на Сицилию и продолжать борьбу там. Когда войско Спартака двинулось обратно, в Риме, по словам Орозия, началась паника. Но Спартак прошёл мимо Рима по направлению к Апулии и Лукании.

## Война с Крассом

События начала 71 г. до н. э.
Силы Спартака
Легионы Красса

Несмотря на противоречия в классических источниках относительно событий 72 г. до н. э., по-видимому, существует согласие в том, что Спартак и его последователи были на юге Италии в начале 71 г. до н. э.

### Красс принимает командование легионами
Сенату, встревоженному действиями непобедимых повстанцев, нужен был человек, которому можно было бы доверить борьбу с мятежниками. Однако в это время лучшие римские полководцы были вне Италии: Помпей продолжал войну в Испании, Лукулл воевал с Митридатом в Малой Азии. В сложившейся ситуации свои услуги предложил Марк Лициний Красс, и Сенат поручает ему миссию подавления мятежа. Красс не был чужд римским политикам или военному командованию, поскольку он был командиром у Луция Корнелия Суллы во время второй гражданской войны между Суллой и «фракцией» Гая Мария в 82 г. до н. э. и служил под началом Суллы в период диктатуры последнего.
Красс получил должность претора, а также шесть новых легионов в дополнение к двум консульским легионам Геллия и Лентула, что дало ему 40—50 тыс. подготовленных римских солдат. Должность квестора (либо претора) занял Гней Тремеллий Скрофа, а легатами стали Муммий и Луций Квинкций.

### Красс и Спартак
Когда войска Спартака вновь продвигались на север, Красс расположил шесть своих легионов на границах региона (Плутарх локализует первоначальное сражение между легионами Красса и Спартака вблизи области Пицена, Аппиан же утверждает, что оно произошло вблизи Самния). В бою с одним из отрядов восставших римляне одержали победу. 6 тысяч повстанцев полегло на поле боя, а 900 человек попали в плен.
Затем он, согласно Плутарху, послал два легиона под руководством своего легата, Муммия, маневрировать рядом с армией Спартака, но дал им приказ не вступать в бой с повстанцами. Когда представилась возможность, Муммий, презрительно относившийся к рабам и не считавший их достойным противником, ослушался приказа, напав на отряды Спартака, и впоследствии был разгромлен. Римские войска были деморализованы. Воинские знаки легионов, и прежде всего штандарты с изображением орла, были утеряны.
Для того чтобы навести в них порядок, Красс воспользовался древним римским обычаем казни каждого десятого легионера — децимацией. Уцелевших солдат Муммия построили и разбили на десятки, каждая десятка бросала жребий, и того, на кого он выпадал, казнили его же девять товарищей. Аппиан пишет, что Красс присоединил к своей армии из шести легионов два консульских легиона, а затем подверг наказанию децимацией солдат только этих двух легионов за неоднократные поражения в боях со Спартаком. Аппиан рассматривает и другую точку зрения: что Красс подверг наказанию всю объединённую армию после того, как она потерпела поражение от Спартака. Число жертв децимации по Аппиану составило 4 тыс. легионеров.
После таких действий солдатская дисциплина и боевой дух резко возросли. Красс стал применять новую стратегию измора, стараясь не вступать в бой с крупными силами повстанцев. В конце лета армия рабов находилась в окрестностях Фурий, где была временно расположена база повстанцев. Местное население, бруттии, возможно, благожелательно отнеслось к восставшим. Мятежники совершали успешные рейды против римских отрядов, пока Красс не одержал над ними победу. Сначала он разбил стоявший отдельным лагерем 10-тысячный отряд, а затем и основные силы под командованием Спартака.
Спартак был вынужден осенью 71 года до н. э. отступить на юг через Луканию к Мессине, располагающейся возле пролива, разделяющего Италию с Сицилией. Находясь на юге, Спартак договорился с киликийскими пиратами, обещавшими перевезти мятежников на Сицилию, где бы они смогли разжечь новые восстания рабов и собрать подкрепление. В то же время пропретор Сицилии Гай Веррес навлёк на себя всеобщее недовольство жестокостью и несправедливостью. Под предлогом возможного нападения рабов он вымогал у сицилийцев припасы и оружие с целью собственного обогащения. Предводителю пиратов Гераклиону требовалось время для сбора транспортных судов, так как на тот момент у него были лишь четыре миопарона, которые не годились для транспортных перевозок. Но пираты не смогли выполнить своё обещание, возможно, из-за ухудшения погодных условий на море или интересов главного союзника пиратов, понтийского царя Митридата VI, заинтересованного в том, чтобы угроза Риму сохранялась непосредственно в Италии. Также есть версия, что римляне подкупили пиратов. Плутарх пишет, что они просто обманули восставших.
Красс решил запереть армию восставших на маленьком Регийском полуострове на юге Италии. За короткое время его солдаты вырыли широкий ров длиной в более чем 300 стадиев, или 55 километров (линия Красса), тем самым был перекрыт перешеек. За рвом римляне выстроили стену (Плутарх), Аппиан пишет, что Красс «отрезал армию Спартака рвами, валами и палисадом». Плутарх пишет, что у Красса также было намерение избавить своих солдат от вредного безделья. Армия Спартака оказалась в ловушке, стало не хватать пищи. Но Спартак снова вырвался из западни: в одну из зимних ночей восставшие засыпали часть рва и перешли его, прорвавшись через римские заграждения. Восставшие понесли потери, согласно Аппиану, они потеряли 6 тыс. человек утром и 6 тыс. вечером. Плутарх считает, что Спартаку удалось вывести лишь третью часть своего войска.

### Конец восстания

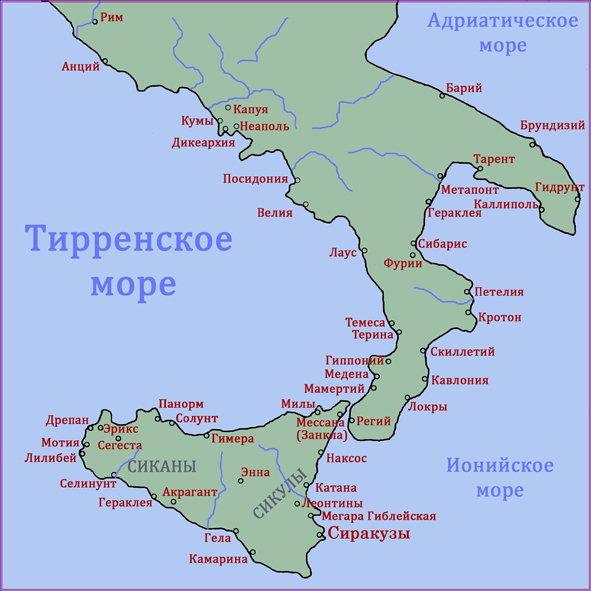
Сицилия и Южная Италия

В это же время легионы Помпея возвращаются в Италию после подавления восстания Квинта Сертория в Испании. Среди источников нет согласия в том, попросил ли Красс подкрепления или римский Сенат просто воспользовался возвращением Помпея в Италию, но Помпею было приказано не возвращаться в Рим, а сразу идти на юг на помощь Крассу. Сенат послал также подкрепление под командованием Лукулла, ошибочно названного Аппианом Луцием Лицинием Лукуллом, командующим силами, участвовавшими в третьей Митридатовой войне, в то время как на самом же деле это был проконсул Македонии Марк Теренций Варрон Лукулл, младший брат первого.
Красс, опасаясь, что слава победителя достанется вернувшимся полководцам, и желая покончить с мятежом до их прибытия, двинулся за Спартаком после его прорыва укреплений. Спартак направлялся к Брундизию, возможно, намереваясь переправиться на Балканский полуостров. Спартак встретился с передовыми частями Лукулла у Брундизия, которые перегородили ему путь. Однако попытка захватить порт так и не была предпринята. По-видимому, Спартак понял, что с имеющимися у него силами Брундизий не взять. Аппиан писал, что прибытие Лукулла помешало ему захватить Брундизий. Когда Спартак отказался от идеи захватить Брундизий, от него отделился отряд под командованием Гая Канниция (Ганника) и Каста, ставший лагерем у Луканского озера. Красс напал на этот отряд. В кровопролитном сражении восставшие были разбиты. На поле битвы пало 12 300 восставших. Довершить разгром этого отряда помешало Крассу прибытие Спартака. Только двое в этом сражении были поражены в спины, а остальные погибли как герои.
Спартак затем отступил к Петелийским горам (современный Стронголи) в Бруттий, настигаемый римскими легионами. Преследование Спартака Красс поручил легату Луцию Квинкцию и квестору Скрофе. На берегу реки Казуент Спартак прекратил отступление и внезапно атаковал римлян, в результате квестор Тремеллий Скрофа был ранен в лицо и в ногу и едва спасён римской конницей. Из-за постоянных столкновений ресурсы повстанческой армии были почти исчерпаны. В сложившейся ситуации вождь восставших рабов считал, что, находясь в невыгодных условиях, надо избегать сражения, но его войско требовало идти на Красса. Спартаку пришлось подчиниться — для решающего сражения с римскими войсками были собраны все силы. Спартак стал лагерем возле истоков реки Силар (ныне Селе). Рабы понимали, что это их последний бой, поэтому сражение было ожесточённым. Но, несмотря на все усилия вождя рабов, в этой последней битве его армия была окончательно и полностью разгромлена, причём подавляющее большинство было убито на поле боя. Дальнейшая судьба Спартака неизвестна.
Римские историки отдают дань его личному мужеству в последней битве. Аппиан сообщает, что Спартак «был ранен в бедро дротиком: опустившись на колено и выставив вперёд щит, он отбивался от нападавших, пока не пал вместе с большим числом окружавших его». Плутарх пишет: «…перед началом боя ему подвели коня, но он выхватил меч и убил его, говоря, что в случае победы получит много хороших коней от врагов, а в случае поражения не будет нуждаться и в своём. С этими словами он устремился на самого Красса; ни вражеское оружие, ни раны не могли его остановить, и всё же к Крассу он не пробился и лишь убил двух столкнувшихся с ним центурионов. Наконец, покинутый своими соратниками, бежавшими с поля битвы, окружённый врагами, он пал под их ударами, не отступая ни на шаг и сражаясь до конца». Луций Анней Флор пишет: «Спартак, храбро бившийся в первом ряду, пал как полководец». Хотя тело Спартака так и не нашли, по мнению историков, он погиб в бою вместе со своими людьми.

## Последствия
Восстание рабов было подавлено. Более 6 тыс. пленных, со слов Аппиана (Гражданские войны, книга 1, пар. 120), были распяты вдоль дороги от Капуи до Рима.
Разгром восставших довершил Помпей, который полностью истребил шеститысячный отряд рабов, отошедший на север после битвы при Силаре. Превознося свои заслуги, он писал Сенату: «В открытом бою беглых рабов победил Красс, я же уничтожил самый корень войны». Эти слова ещё более подстегнули давнее соперничество Помпея и Красса. Ещё до начала восстания Красс завидовал Помпею, сумевшему добиться военных успехов.
В Сенате долго обсуждали, кто внёс наибольший вклад в победу над Спартаком. В конце концов почести достались Крассу, но он получил лишь венок из мирта, а не лавровый. Теперь возобладало мнение, что война велась с недостойным противником, поэтому и награда менее почётная. Крассу был назначен малый триумф, или «овация» с награждением миртовым венком. Оба противника, Помпей и Красс, были избраны консулами на 70 год до н. э.
После гибели Спартака ещё долго в Южной Италии оставались разрозненные группы рабов. В 63 году до н. э. против одной из таких групп была организована карательная экспедиция Квинта Метелла Критского. Видимо, он не одержал над рабами крупной победы, потому что в следующем году мятежники захватили город Фурии и долгое время удерживали его под контролем. Примерно тогда же сторонники рвавшегося к власти аристократа Луция Сергия Катилины стали привлекать на свою сторону рабов. Цицерон вспоминал восстание Спартака, называя предводителя восставших «этим гладиатором», и говорил, что «в школе гладиаторов не найдётся ни одного человека с преступными намерениями, который не объявил бы себя близким другом Катилины». В 62 году до н. э. Катилина погиб, а восставших в Фуриях разгромил отряд пропретора Гая Октавия, отца Октавиана Августа.

## Восстание Спартака в искусстве
Предводителю восставших Спартаку посвящены несколько исторических романов, в том числе знаменитый роман «Спартак» Р. Джованьоли, романы «Спартак» Г. Фаста, «Спартак. Бунт непокорных» М. Галло и «Гладиатор из будущего. Спартак-победитель» В. Поротникова, историческая повесть «Спартак» В. Яна, дилогия «Спартак» А. Валентинова.
Интересные подробности из жизни и военной деятельности Спартака содержит его историко-художественная биография, принадлежащая перу советского и российского писателя из Магнитогорска В. А. Лескова, впервые вышедшая в 1983 году в серии «Жизнь замечательных людей» и затем неоднократно переиздававшаяся. В научно-художественной книге немецкого писателя Гельмута Хефлинга «Римляне, рабы, гладиаторы. Спартак у ворот Рима» (ориг. Römer, Sklaven, Gladiatoren, 1987), опубликованной в 1992 году на русском языке, содержится подробная информация относительно повседневной жизни и профессиональной деятельности римских гладиаторов, социального положения и быта рабов, а также вооружения и военной тактики их повстанческой армии.
На театральной сцене жизнь и смерть Спартака и восстание, названное его именем, были воплощены в трагедии «Спартак» французского автора Бернара-Жозефа Сорена в 1760 году. Тема восстания Спартака отразилась в созданном на музыку Арама Хачатуряна балете «Спартак», поставленном в 1956 году. В музыкальных образах этого балета композитор отразил свои впечатления от поездки по Италии, когда он увидел античные произведения искусства и проезжал места, где происходили события, связанные с восстанием Спартака.

### Кинематограф
| Год  | Фильм                    | Примечания                                   |
| 2013 | Спартак: Война проклятых | Третий сезон американского сериала «Спартак» |
| 2012 | Спартак MMXII: Начало    | Высокобюджетный порнографический фильм       |
| 2012 | Спартак: Месть           | Второй сезон американского сериала «Спартак» |
| 2010 | Спартак: Кровь и песок   | Первый сезон американского сериала «Спартак» |
| 2005 | Spartacus: Gladiator War | Американский документальный фильм            |
| 2004 | Спартак                  | Американский художественный фильм            |
| 2003 | Gladiator: Benn V Eubank | Английский документальный фильм              |
| 1960 | Спартак                  | Американский художественный фильм            |
| 1953 | Спартак                  | Итало-французский художественный фильм       |
| 1926 | Спартак                  | Советский художественный фильм               |
| 1909 | Спартак                  | Итальянский немой художественный фильм       |

### Исследования
На русском языке
- Басовская Н. И. Спартак. Вечный символ // Человек в зеркале истории. — М., 2009.
- Вэрри Дж. Войны античности от греко-персидских войн до падения Рима. — М.: Эксмо, 2009. — ISBN 978-5-699-30727-2.
- Валентинов А. Спартак. — М.,: Эксмо, 2002.
- Горончаровский В. А. Арена и кровь. Римские гладиаторы между жизнью и смертью. — СПб.: Петербургское востоковедение, 2009. — («Militaria Antiqua, XIV»).
- Горончаровский В. А. Спартаковская война: восставшие рабы против римских легионов. — СПб.: Петербургское Востоковедение, 2011. — 176 с.
- Дельбрюк Г. История военного искусства. — СПб., 1994. — Т. 1.
- Карышковский П. О. Восстание Спартака. — М., 2005.
- Ковалёв С. И. История Рима. Курс лекций. — ЛГУ, 1986.
- Кован Р. Римские легионеры 58 г. до н. э.—69 г. н. э. — М., 2005.
- Коннолли П. Греция и Рим. Энциклопедия военной истории. — М., 2000.
- Лесков В. А. Спартак. — М.: Молодая гвардия, 1983. — 383 с. — (Жизнь замечательных людей).
- Махлаюк А., Негин А. Римские легионы в бою. — М.: Яуза ; Эксмо, 2009.
- Манникс Д. Идущие на смерть. — М., 1994.
- Мишулин А. В. Спартаковское восстание. — М., 1936.
- Мишулин А. В. Спартак. — М., 1947.
- Молев Е. А. Властитель Понта. — Н. Новгород: ННГУ, 1995.
- Моммзен Т. История Рима. — СПб., 2005. — Т. III.
- Носов К. С. Гладиаторы. — СПб., 2005.
- Паолуччи Ф. Гладиаторы: обречённые на смерть. — М., 2007.
- Сергеенко М. И. Помпеи. — М., 1949.
- Сергеенко М. Е. Жизнь в Древнем Риме. — СПб., 2000.
- Тарновский В. Гладиаторы. — М., 1998.
- Утченко С. Л. Кризис и падение Римской республики. — М., 1965.
- Утченко С. Л. Восстание Спартака // Древний Рим. События. Люди. Идеи. — М., 1969.
- Утченко С. Л. Цицерон и его время. — М.: Мысль, 1986.
- Спартака Восстание // Радиоконтроль — Тачанка / [под общ. ред. Н. В. Огаркова]. — М. : Военное изд-во М-ва обороны СССР, 1980. — (Советская военная энциклопедия : в 8 т. ; 1976—1980, т. 7).
- Филдс Н. Восстание Спартака. Великая война против Рима. 73-71 годы до н. э = Spartacus and the slave war 73-71 BC. A gladiator rebels against Rome. — М.: Эксмо, 2011. — 94 с. — (Великие битвы, изменившие ход истории). — ISBN 978-5-699-47335-9.
- Хёфлинг Г. Римляне, рабы, гладиаторы. — М., 1992.
- Штаерман Е. М. Расцвет рабовладельческих отношений в Римской республике. — М., 1964.

На других языках
- Barry S. Strauss. The Spartacus War. — Simon and Schuster. — New York, 2009.
- Brent D. Shaw. Spartacus and the Slave Wars: A Brief History With Documents. — New York: Bedford/St. Martin's, 2001. — 194 с. — ISBN 0312237030.
- Catherine Salles. 73 av. J.-C., Spartacus et la révolte des gladiateurs. — Bruxelles: Editions Complexe, 2005. — 211 с. — ISBN 2804800539.